# Władysław Wincze
 Władysław Wincze, ps. „Jaskólski” (ur. 1 kwietnia 1905 w Odessie, zm. 24 października 1992 we Wrocławiu) – polski architekt wnętrz.

## Życiorys
Urodził się w rodzinie Konstantego i Marii z Kuleszów. Ukończył gimnazjum M. S. Panczenki. W 1922 zdał w Odessie rosyjską, a w 1925 polską maturę w gimnazjum Ludwika Lorenza w Warszawie. Studiował architekturę na Politechnice Warszawskiej (1925–1928). W latach 1930–1931 w szkole podchorążych artylerii konnej we Włodzimierzu Wołyńskim. Studia malarskie rozpoczął w Szkole Sztuk Pięknych (od 1932 ASP) w pracowniach Karola Tichego, a następnie Tadeusza Pruszkowskiego, które ukończył w 1935. Był członkiem „Grupy Czwartej”.
W latach 1932–1935 pełnił stanowisko kierownika artystycznego Towarzystwa Popierania Przemysłu Ludowego. Od 1936 do 1938 był asystentem prof. Józefa Czajkowskiego w pracowni Kompozycji i Płaszczyzn. Pracował u prof. Wojciecha Jastrzębowskiego nad realizacją projektu cmentarza legionistów i grobowca serca marszałka Piłsudskiego na Rossie w Wilnie. Od 1936 zasiadał w zarządzie SAP Ład. 
W 1939 brał czynny udział w kampanii wrześniowej na Podlasiu i Małopolsce. W latach 1942–1944 wraz z Olgierdem Szlekysem i stolarzem Władysławem Jaworskim prowadził w Warszawie spółkę projektującą i wytwarzającą meble. Walczył w powstaniu warszawskim jako młodszy oficer AK ps. „Jaskólski”. Po upadku powstania trafił do niewoli niemieckiej – był jeńcem Stalagu IV B Mühlberg, Stalagu XI B Fallingbostel, obozu Bergen-Belsen, Gross Born i Stalagu X B Sandbostel.
Po wojnie dyrektor Spółdzielni Artystów „Ład” 1945–1948; kierownik modelarni stolarskiej w Kłodzku (1946–1948); doradca ministra przemysłu ds. plastycznych; zastępca prof. w PWSSP we Wrocławiu – 1948; organizator i kierownik Zakładu Metalu i Drewna. W 1949 uzyskał dyplom z architektury wnętrz w ASP w Warszawie. Dziekan Wydziału Architektury Wnętrz wrocławskiej PWSSP i kierownik Pracowni Architektury Wnętrz (1950–1972). W latach 1951–1952 pracował w Centralnym Biurze Projektów i Studiów Budownictwa Osiedlowego w Nowej Hucie.
Zmarł we Wrocławiu. Został pochowany w grobie rodzinnym obok żony i córki na cmentarzu w Celestynowie.

### Małżeństwo
W 1932 poślubił Irenę z Jankowskich – absolwentkę stołecznej Miejskiej Szkoły Sztuk Zdobniczych i Malarstwa. W powstaniu warszawskim małżonkowie stracili córkę.

## Praca twórcza
Autor i współautor wielu projektów architektury wnętrz i meblarstwa, m.in.:
- Dom Mody
- Klub TPPR
- Księgarnia KDM
- Wnętrza Teatru Rozmaitości
- Polichromie kamieniczek Starego Rynku i pl. Solnego
- Zespół kawiarniany na Wzgórzu Partyzantów
- Sale senatu i rektoratu PWSSP – Wrocław

## Ordery i odznaczenia
- Krzyż Oficerski Orderu Odrodzenia Polski[2]
- Krzyż Kawalerski Orderu Odrodzenia Polski[2]
- Medal 10-lecia Polski Ludowej (22 lipca 1955)[3]

## Nagrody
- I Nagroda w konkursie meblarskim Ministerstwa Przemysłu i Handlu – Warszawa (1939)
- II Nagroda w konkursie BNNEP na wnętrze domków fińskich – Warszawa (1946)
- II Nagroda w Ogólnopolskim Konkursie na wnętrze mieszkalne M-2 – Warszawa (1955)
- Nagroda II st. Komitetu ds. Urbanistyki i Architektury (1971)
- Nagroda I st. MKiS za całokształt twórczości (1971)